# ماهونینگ کریک (الگینی ریور)
ماهونینگ کریک (الگینی ریور) (به انگلیسی: Mahoning Creek (Allegheny River)) رودخانهای است که در ایالات متحده آمریکا جریان دارد.